# John Morgan
John Bryan Morgan (nascido em 31 de março, 1956) é um advogado americano. É mais conhecido como fundador do escritório de advogados de danos pessoais Morgan & Morgan. A Politico descreveu Morgan como "o padrinho da emenda da canábis medicinal da Florida e um democrata angariador de fundos."

## Biografia
Morgan nasceu a 31 de março de 1956, em Lexington, Kentucky, o mais velho de cinco filhos, de Ramon Morgan e Patricia Morgan. Quando tinha catorze anos, a sua família mudou-se para Winter Park, Florida. Morgan começou a trabalhar em vários empregos em idade precoce, enquanto a sua família lutava financeiramente. Em 1974, entrou na Universidade da Florida, onde obteve um diploma de bacharel em artes em 1978. Teve um hiato de 18 meses, a vender anúncios para suportar os seus estudos na Faculdade de Direito Levin da Universidade da Florida. Recebeu o seu Juris Doctor em 1982. Enquanto estava na universidade, foi o presidente eleito da sociedade Florida Blue Key. Morgan conheceu a sua esposa, Ultima Degnan, enquanto estudava direito. Casaram-se em maio de 1982. Morgan e Ultima Ann Degnan têm quatro filhos.

## Carreira

### Início da carreira jurídica
Após formar-se na faculdade de direito em 1982, Morgan começou a sua carreira jurídica no escritório de advocacia na Billings, Morgan (sem relação) e Cunningham em Orlando. Saiu em 1985 para fundarem conjunto a sociedade de advogados Griffin, Morgan & Linder, uma sociedade que durou mais três anos. De acordo com o Florida Trend, os sócios divergiam nas suas opiniões sobre marketing, em particular, Morgan insistia em publicidade na televisão, o que na época era uma prática controversa para os advogados.

### Morgan & Morgan
De 1988 a 2005, Morgan foi sócio fundador da Morgan, Colling & Gilbert. Em 1989, o escritório de advocacia iniciou publicidade agressiva na televisão e rádio, para descontentamento da comunidade jurídica. A empresa também promovia o recrutamento de jovens advogados de outros escritórios de advocacia. No início dos anos 2000, a empresa expandiu-se por toda a Flórida com 420 funcionários, e em 2013 a empresa tinha 260 advogados entre 1.800 funcionários na Flórida, Geórgia, Mississippi, Kentucky e Manhattan.
Em 2005, Morgan comprou a parte dos seus sócios da empresa e renomeou a empresa Morgan & Morgan, adicionando também a sua esposa Ultima como sócia. Três dos seus filhos, Matt, Mike e Dan, acabariam eventualmente por se juntar ao escritório de advocacia.
O escritório autointitula-se "o maior escritório de advocacia de danos da América". A Morgan & Morgan está sediada em Orlando. Em 2022, o escritório tinha mais de 3.000 funcionários, incluindo 800 advogados, em 49 estados. Em 2018, a empresa recebeu mais de dois milhões de telefonemas e inscreveu 500 novos casos por dia. Nesse ano, a empresa arrecadou US$ 1,5 bilhão em acordos e gastou US$ 130 milhões em publicidade nacional. Morgan foi um dos primeiros advogados a anunciar em listas telefônicas e anúncios de televisão.
Em 2021, Morgan despediu metade do departamento de marketing da sua empresa. A purga de pessoal ocorreu na sequência de uma polêmica campanha publicitária nacional da Morgan & Morgan, "O Tamanho Importa" (no original, “Size Matters”), que pretendia transmitir a grande escala da empresa, mas acabou criticada como piada fálica desadequada. Os funcionários despedidos haviam criticado as implicações fálicas da campanha publicitária.
Morgan esteve envolvido em vários casos legais notáveis, incluindo o Incidente da Montanha-Russa de Daytona Beach, o caso de Assédio Sexual de Walgreens em Tampa, um caso de US$ vinte e dois milhões contra a Healogics Inc., um grande processo contra R. J. Reynolds Tobacco Company em 2018, e uma ação coletiva contra um corretor de dados, a Exactis, sobre violação de dados.
Em agosto de 2022, Morgan participou no seu anúncio, usando o metaverso.

## Política
Morgan é um doador proeminente para o Partido Democrata. Serviu como presidente de finanças estaduais do ex-presidente Bill Clinton.
Ele afirmou em novembro de 2016 que ponderava concorrer para governador da Flórida nas eleições de 2018. Em 24 de novembro de 2017, anunciou no Twitter que estava desiludido com o estado atual da política americana e que saía do Partido Democrata para se registrar como independente. Também criticou o Comité Nacional Democrata por apoiar Hillary Clinton antes do fim das primárias democratas em 2016.
Morgan foi conselheiro e angariador de fundos para Bill Clinton, Barack Obama, Hillary Clinton e Nancy Pelosi.
Morgan doou para a campanha presidencial de Hillary Clinton em 2016. Morgan doou US$ 355.000 ao Biden Victory Fund em agosto de 2020. Morgan é chegado ao irmão mais novo de Joe Biden, Frank Biden. Morgan transportou Frank Biden para a tomada de posse de Joe Biden no seu jato particular. Morgan disse ter falado com Frank Biden sobre oportunidades de emprego na Morgan & Morgan.
Em janeiro de 2024, referiu a possibilidade de concorrer como independente na eleição para governador da Flórida em 2026.

### Legalização da marijuana medicinal
Motivado pela paralisia e luta contra o câncer do seu irmão mais novo, Tim Morgan, Morgan está envolvido em esforços para legalizar a marijuana medicinal na Flórida desde 2013.
A marijuana medicinal apareceu como 2020 Florida Amendment 2 na cédula de novembro de 2016. Morgan contribuiu para os esforços do "sim" doando US$ 6,5 milhões, com anúncios de televisão e rádio apoiando pessoalmente a medida.
Morgan organizou a campanha United for Care e esteve envolvido na mudança da linguagem da Emenda 2. O uso medicinal da canábis na Flórida foi legalizado em 2016 por meio de uma emenda constitucional. Figurando no boletim de voto como Emenda 2, a iniciativa foi aprovada com 71% dos votos. Morgan e Jimmy Buffett eram sócios de uma empresa de marijuana medicinal chamada "Coral Reefer".

### 2020 Florida Emenda 2
Morgan contribuiu com US$ 1,5 milhões para uma proposta de emenda constitucional da Flórida para aumentar o salário mínimo por hora para US$ 15. Em particular, prometeu gastar US$ 1 milhão para aumentar o salário mínimo da Flórida para US$ 15. Morgan foi um grande doador para o comitê político Florida for a Fair Wage, doando a maior parte dos US$ 4,15 milhões arrecadados pela campanha. Em outubro de 2019, Morgan anunciou ter recolhido assinaturas suficientes para obter a emenda do salário mínimo na cédula em novembro de 2020. A emenda foi aprovada em 3 de novembro de 2020, por meio de um referendo estadual simultâneo com outras eleições. A emenda estabeleceu aumentar o salário mínimo por hora do estado para US$ 15 até 2026.
O Orlando Weekly informou que alguns funcionários da Morgan ganhavam menos de US$ 15 por hora. Quando questionado pelo Orlando Weekly, Morgan disse: "Posso dizer-lhe onde está a querer chegar com esta história, e é uma treta", dizendo que muitos dos seus funcionários de call center começam com um salário anual de US$ 25.000 (um salário por hora de US$ 15 equivale a cerca de US$ 31.200 por ano). Morgan disse que a taxa de rotatividade dos funcionários no seu call center é muito alta nos primeiros seis meses, mas aqueles que se mantêm ganham em média US$ 35.000 por ano.

## Filantropia e outros empreendimentos
É um investidor imobiliário que comprou terrenos, hotéis, restaurantes e centros comerciais. O patrimônio líquido estimado de Morgan varia de US$ 500 milhões a US$ 730 milhões. Morgan e a sua esposa Ultima Ann Degnan estavam entre os principais doadores e arrecadadores de fundos por trás da abertura do Boys Town Orlando e da Annunciation Catholic Academy em Altamonte Springs. Em 2013, Morgan e a sua esposa doaram US$ 2 milhões para o Second Harvest Food Bank of Central Florida. Em 2015, os Morgans prometeram US$ 1 milhão para um abrigo de abuso doméstico de US$ 7,4 milhões na Harbor House do Centro da Flórida. Entre outras doações contam-se US$ 1 milhão para a Faculdade de Direito da UF; e US$ 1 milhão para a Rede de Recursos Comunitários sem fins lucrativos de ajuda aos sem-abrigo; US$ 2 milhões para construir o armazém central do Second Harvest Food Bank; e US$ 1 milhão para um novo abrigo de violência doméstica em Harbor House.
Morgan é o fundador da WonderWorks Attraction, PMP Marketing Group, ClassAction.com e Abogados.com. É também sócio da empresa de software jurídico Litify.

## Publicações
- Não se pode ensinar a fome: criar o escritório de advogados multimilionário, E.O. Painter Printing Company (2011)[35][2]